# عبدالله القرنی (بازیکن فوتبال، زاده ۱۹۸۷)
عبدالله القرنی (انگلیسی: Abdullah Al-Garni؛ زادهٔ ۱۸ فوریهٔ ۱۹۸۷) یک ورزشکار اهل عربستان سعودی است.
از باشگاه‌هایی که در آن بازی کرده‌است می‌توان به باشگاه فوتبال النصر عربستان سعودی، باشگاه فوتبال القادسیه عربستان سعودی، باشگاه فوتبال الفتح عربستان سعودی، و تیم ملی فوتبال عربستان سعودی اشاره کرد.
وی همچنین در تیم ملی فوتبال عربستان سعودی بازی کرده است.